# Grendon, Atherstone
Grendon är en civil parish i Storbritannien.   Den ligger utanför staden Atherstone i grevskapet Warwickshire och riksdelen England, i den södra delen av landet, 160 km nordväst om huvudstaden London. Den består av byarna Old Grendon och New Grendon.